# Chrysallida interstincta
Chrysallida interstincta é uma espécie de molusco pertencente à família Pyramidellidae.
A autoridade científica da espécie é J. Adams, tendo sido descrita no ano de 1797.
Trata-se de uma espécie presente no território português, incluindo a zona económica exclusiva.